# Horst Schulze
Horst Schulze (* 26. April 1921 in Dresden; † 24. Oktober 2018 in Berlin) war ein deutscher Schauspieler und Opernsänger.

## Leben
Horst Schulze, der Sohn eines Arbeiters, machte nach seinem Schulabschluss von 1937 bis 1940 eine Ausbildung zum Automobilmechaniker.
Anschließend besuchte er die Petrenz-Opernschule in Dresden, wo er Gesangs- und Schauspielunterricht nahm. Er hatte seinen ersten Opernauftritt in Lortzings Waffenschmied an der Dresdner Oper. Schulze war Soldat im Zweiten Weltkrieg. Nach seiner Rückkehr aus dem Krieg sang Schulze in der Volksoper in Dresden-Gittersee. Dort traf er seine zukünftige Ehefrau, die Sopranistin Anneliese Pillatzke (1920–1982). Nach seiner Zeit in Gittersee spielte Schulze sowohl am Gerhart-Hauptmann-Theater Zittau als auch am Nationaltheater Weimar. 1956 zog er zurück in seine Heimat nach Dresden, wo er nach zahlreichen Auftritten am Staatstheater und der Staatsoperette Dresdens Publikumsliebling wurde. Er spielte hier z. B. 300 Mal die Titelfigur in "Bel Ami". Am Berliner Ensemble war Schulze von 1965 bis 1967 engagiert. Von 1967 bis 1972 war er am Metropol-Theater in Ost-Berlin beschäftigt. Ab 1972 arbeitete Schulze kurzzeitig als Dozent in Ost-Berlin und Dresden. Schulze trat unter anderem als Papageno in Mozarts Zauberflöte und als Professor Higgins im Musical My Fair Lady auf. Noch im Alter von 90 Jahren trat er zu Ostern in der Dresdner Dreikönigskirche mit Ausschnitten aus Goethes „Faust“ sowie in Hoppes Hoftheater in Dresden-Weißig vor ausverkauften und jubelndem Haus auf.
Im Jahr 1958 begann seine Karriere als Schauspieler in vielen DEFA-Spielfilmproduktionen und Filmen und Serien des DDR-Fernsehens. Während er zu Beginn seiner Karriere noch oftmals in einer Nebenrolle besetzt wurde, konnte er sich später auch als Charakterdarsteller in zahlreichen Hauptrollen beweisen. Für seine Rolle in dem Film Solange Leben in mir ist, in dem er Karl Liebknecht spielte, wurde Schulze im Jahr 1966 mit dem Nationalpreis ausgezeichnet. Den gleichen Preis bekam er im Jahr 1969 für seine Leistung in dem Film Hans Beimler, Kamerad. In der Arztserie Berühmte Ärzte der Charité spielte er 1982 in der Folge Arzt in Uniform den Internisten Theodor Brugsch. Insgesamt wirkte er als Schauspieler vor der Kamera bis zum Jahr 2006 in über 120 Film-und-Fernsehproduktionen mit.
Horst Schulze starb am 24. Oktober 2018 im Alter von 97 Jahren. Er wurde auf dem Friedhof von Rauchfangswerder im Berliner Bezirk Treptow-Köpenick beigesetzt.
Er hatte zwei Kinder, Andrea Schulze (* 1953) und Ralf-Peter Schulze (* 1955), die ebenfalls einen künstlerischen Beruf ergriffen haben.
Sein Archiv befindet sich im Archiv der Akademie der Künste in Berlin.

## Filmografie (Auswahl)
- 1958: Emilia Galotti
- 1960: Hochmut kommt vor dem Knall
- 1962: Freispruch mangels Beweises
- 1963: Tote reden nicht (TV-Zweiteiler)
- 1963: Jetzt und in der Stunde meines Todes
- 1963: Christine
- 1964: Hugo Leichtsinn geht um (Sprecher)
- 1965: Solange Leben in mir ist
- 1966: Lebende Ware
- 1966/1972: Der kleine Prinz
- 1967: Geschichten jener Nacht
- 1968: Mord am Montag
- 1968: Der Mord, der nie verjährt
- 1968: Der Streit um den Sergeanten Grischa
- 1969: Weiße Wölfe
- 1969: Der Engel im Visier
- 1969: Hans Beimler, Kamerad
- 1969: Jungfer, Sie gefällt mir
- 1970: Effi Briest
- 1971: Osceola
- 1971: KLK an PTX – Die Rote Kapelle
- 1972: Trotz alledem!
- 1972: Nicht schummeln, Liebling!
- 1972: Die Bilder des Zeugen Schattmann
- 1972: Das Geheimnis der Anden
- 1973: Die Brüder Lautensack
- 1974: Wahlverwandtschaften
- 1975: Steckbrief eines Unerwünschten
- 1977: Ernst Schneller
- 1977: Polizeiruf 110: Alibi für eine Nacht (TV-Reihe)
- 1977: Das unsichtbare Visier (TV-Miniserie)
- 1978: Polizeiruf 110: In Maske und Kostüm (TV-Reihe)
- 1979: Für Mord kein Beweis
- 1979: Abschied vom Frieden
- 1979: Hochzeit in Weltzow
- 1979: Bis daß der Tod euch scheidet
- 1980: Archiv des Todes (TV-Miniserie)
- 1980: Levins Mühle
- 1981: Adel im Untergang
- 1981: Hochhausgeschichten (TV-Miniserie)
- 1981: Der ungebetene Gast
- 1982: Märkische Forschungen
- 1982: Berühmte Ärzte der Charité – Arzt in Uniform
- 1983: Der Staatsanwalt hat das Wort: Nur einen Schluck
- 1983: Chef der Gelehrsamkeit – Wilhelm von Humboldt
- 1983: Märkische Chronik
- 1983: Pianke
- 1984: Ärztinnen
- 1985: Rund um die Uhr
- 1985: Johann Sebastian Bach
- 1986: Der Snob (Studioaufzeichnung)
- 1986: Ein idealer Gatte (Studioaufzeichnung)
- 1987: Polizeiruf 110: Die alte Frau im Lehnstuhl
- 1987: Polizeiruf 110: Die letzte Kundin
- 1987: Altes Herz geht auf die Reise
- 1987: Bebel und Bismarck (TV-Mehrteiler)
- 1988: Märkische Chronik
- 1988: Präriejäger in Mexiko
- 1989: Barfuß ins Bett (TV-Miniserie)
- 1989: Die gläserne Fackel (TV-Miniserie)
- 1990: Gänsehaut
- 1990: Abschiedsdisco
- 1990: Albert Einstein (TV-Zweiteiler)
- 1991: Farßmann oder Zu Fuß in die Sackgasse
- 1992: Die Spur des Bernsteinzimmers
- 1993: Mit Leib und Seele (Fernsehserie)
- 1993: Ein Mann am Zug (Fernsehserie)
- 1994: Ärzte (Fernsehserie, 1 Folge)
- 1995: A.S. – Gefahr ist sein Geschäft (Fernsehserie, 1 Folge)
- 1995: Kanzlei Bürger (Fernsehserie, 3 Folgen)
- 1995: Tödliches Geld
- 1996: Stadtklinik (Fernsehserie, 2 Folgen)
- 1996: Für alle Fälle Stefanie (Fernsehserie)
- 1996: Tatort: Der Phoenix-Deal
- 1998: Wolffs Revier (Fernsehserie, 1 Folge)
- 1998: Tatort: Money! Money!
- 1999: Götterdämmerung – Morgen stirbt Berlin
- 2001: In aller Freundschaft (Fernsehserie, 1 Folge)
- 2001: Tatort: Berliner Bärchen
- 2002: Liebe ist die halbe Miete
- 2002: Tatort: Todesfahrt
- 2006: Abschnitt 40 (Fernsehserie, 1 Folge)

## Hörspiele
- 1961: Günter Koch/Manfred Uhlmann: Mordsache Brisson (Florier) – Regie: Hans Knötzsch (Dokumentation – Rundfunk der DDR)
- 1961: Anna Elisabeth Wiede: Die Sonnenuhr (Erzähler) – Regie: Flora Hoffmann (Kinderhörspiel – Rundfunk der DDR; Übernahme durch Litera, 1963)
- 1971: Gerhard Rentzsch: Das Amulett (Professor Kobus) – Regie: Wolf-Dieter Panse (Hörspiel: 6 Teile – Rundfunk der DDR)
- 1971: Samuil Marschak: Warum der Mond keine Kleider hat und andere Geschichten (Sprecher) – Wortregie: Joachim Herz (Kinderhörspiel – Litera)
- 1984: Charles Perrault: Riquet und Mirabelle (Freier, am Hof Prinzessin Mirabelles) – Regie: Karin Lorenz (Kinderhörspiel – Litera)
- 1985: James Krüss: Timm Thaler oder Das verkaufte Lachen (Lefuet) – Regie: Uwe Haacke (Hörspiel, 4 Teile – Rundfunk der DDR)